# 丰双铁路
丰双铁路，或称双丰铁路，是位于中华人民共和国首都北京市境内的一条铁道路线。丰双铁路自双桥站引出，向南后折向西，经丰台西站北上至丰台站止。又因该路环绕北京市区东南部，故又名北京铁路东南环线。线路全长38.7公里，途经北京市朝阳区和丰台区。开建于1958年，1959年12月31日建成单线后通车，1979年建成二线:107，初名北京枢纽东南环线，长度为41.4公里，2003年10月1日起正式改称丰双线，2008年在本段铁路内新建有动车运用所。

## 事故
- 1994年10月20日早6时55分，北内集团向北京公交租用的一辆班车（公交自编号5312[4]:293）在由东向西行驶至丰双线23K+282m老君堂无人看守道口时，司机未停车瞭望，盲目与由南向北接近道口的81829次货物列车抢行，导致班车被紧急制动后仍因惯性向前滑行的货物列车拦腰撞断，造成班车上23人死亡（最初报道为17人，后有6人伤重不治）、46人受伤，5312号公共汽车因严重损毁而报废，丰双线中断行车3小时11分[5][6]，丰双上行线10时10分恢复通车，下行线10时20分恢复。[2]:385